# Soul Food (Bobby Timmons)
Soul Food è un album di Bobby Timmons, pubblicato dalla Prestige Records nel 1966. Il disco fu registrato al "Rudy Van Gelder Studio" di Englewood Cliffs, New Jersey (Stati Uniti), nelle date indicate.

## Tracce
Lato A
1. Souce Meat – 4:00 (Bobby Timmons) – Registrato il 14 ottobre 1966
2. Turkey Wings – 5:30 (Bobby Timmons) – Registrato il 30 settembre 1966
3. Cracklin' Bread – 4:50 (Bobby Timmons) – Registrato il 30 settembre 1966
4. Make Someone Happy – 6:20 (Betty Comden, Adolph Green, Jule Styne) – Registrato il 14 ottobre 1966

Lato B
1. Giblets – 6:00 (Bobby Timmons) – Registrato il 30 settembre 1966
2. Angel Eyes – 5:35 (Matt Dennis, Earl Brent) – Registrato il 30 settembre 1966
3. Stolen Sweets – 5:45 (Wild Bill Davis, Dickie Thompson) – Registrato il 14 ottobre 1966

## Musicisti
- Bobby Timmons  - pianoforte
- Mickey Bass (Lee Oddis Bass)  - contrabbasso
- Billy Higgins  - batteria